# Теута Аріфі
Теута Аріфі (алб. Teuta Arifi, мак. Теута Арифи; нар. 19 жовтня 1969, Тетово) — політична діячка Північної Македонії албанського походження.

## Освіта
Закінчила Університет Приштини (нині — Республіка Косово) у 1991 році з дипломом філолога. Ступінь магістра філології отримала в Університеті св. Кирила і Мефодія у Скоп'є у 1995 році. Там же захистила докторську дисертацію на тему «Албанська жінка у традиційних правових нормах і албанській літературі з початку і до кінця XX століття».

## Кар'єра
- З 10 січня 1997 — доцент історії албанської літератури на філологічному факультеті Університету Св. Кирила і Мефодія у Скоп'є.
- З жовтня 2001 — доцент на педагогічному факультеті Південносхідноєвропейського університету у Тетово.
- 2001–2006 — декан педагогічного факультету Південносхідноєвропейського університету у Тетово.
- З жовтня 2001 — член Об'єднаного ради Південносхідноєвропейського університету у Тетово.
- З травня 2002 — заступник голови Демократичного союзу за інтеграцію — провідної політичної партії албанців у Північній Македонії.
- З жовтня 2002 року — член Зборів Північної Македонії.
- 2002—2006 — Голова Комітету з питань зовнішньої політики Зборів Північної Македонії, член делегації Зборів у Парламентській асамблеї Ради Європи, керівник делегації Зборів у Парламентській Асамблеї НАТО.
- 2006–2008 — Голова Комітету з культури Зборів Північної Македонії.
- 2008–2011 — голова Комітету з питань зовнішньої політики Зборів Північної Македонії.
- З 28 липня 2011 по 18 лютого 2013 — заступник прем'єр-міністра Македонії у справах євроінтеграції.
- У квітні 2013 обрана мером Тетова.[2]